# Wahlen 1822
1818 | 1820 | 1821 | Wahlen 1822 | 1823 | 1824 | 1825 | 1826 | ► | ►►

Weitere Ereignisse
Die Liste der Wahlen 1822 umfasst Parlamentswahlen, Präsidentschaftswahlen, Referenden und sonstige Abstimmungen auf nationaler und subnationaler Ebene, die im Jahr 1822 weltweit abgehalten wurden.
Das damalige Wahlrecht entsprach typischerweise nicht den Wahlrechtsgrundsätzen der direkten, geheimen und gleichen Wahl. Zeittypisch waren oft nur kleine Teile der Bevölkerung wahlberechtigt, ein Frauenwahlrecht war nicht gegeben.

## Termine
| Land               | Datum        | Link zur Wahl 1822                                  | Link zur letzten Wahl | Bemerkung |
| ------------------ | ------------ | --------------------------------------------------- | --------------------- | --------- |
| Vereinigte Staaten | 1. Juli      | Gouverneurswahl in New York                         | 1820                  |           |
| Spanien            | 1. Oktober   | Parlamentswahl in Spanien                           | 1820                  |           |
| Vereinigte Staaten | 4. November  | Wahl zum Repräsentantenhaus der Vereinigten Staaten | 1820                  |           |
| Portugal           | 22. November | Parlamentswahl in Portugal                          | 1820                  |           |